# Anastasia-Entscheidung
Die Anastasia-Entscheidung des Bundesgerichtshofes vom 17. Februar 1970 ist eine Grundsatzentscheidung zur Frage, wie weit im Zivilprozess die Überzeugungsbildung des Richters zu gehen habe. Der Bundesgerichtshof prägte in diesem Zusammenhang die Formel:

„Der Richter darf und muss sich aber in tatsächlich zweifelhaften Fällen mit einem für das praktische Leben brauchbaren Grad an Gewissheit begnügen, der den Zweifeln Schweigen gebietet, ohne sie völlig auszuschließen.“

Mit dieser Formulierung wird der Grad der Wahrscheinlichkeit im deutschen Zivilprozessrecht umschrieben, den ein entscheidungserheblicher Umstand nach Überzeugung des Gerichtes haben muss, um ihn einer gerichtlichen Entscheidung zugrunde zu legen. Dieser Grad wird in anderen europäischen Rechtsordnungen durchaus abweichend bewertet; im britischen Recht genügt zum Beispiel bereits eine überwiegende Wahrscheinlichkeit.

## Sachverhalt

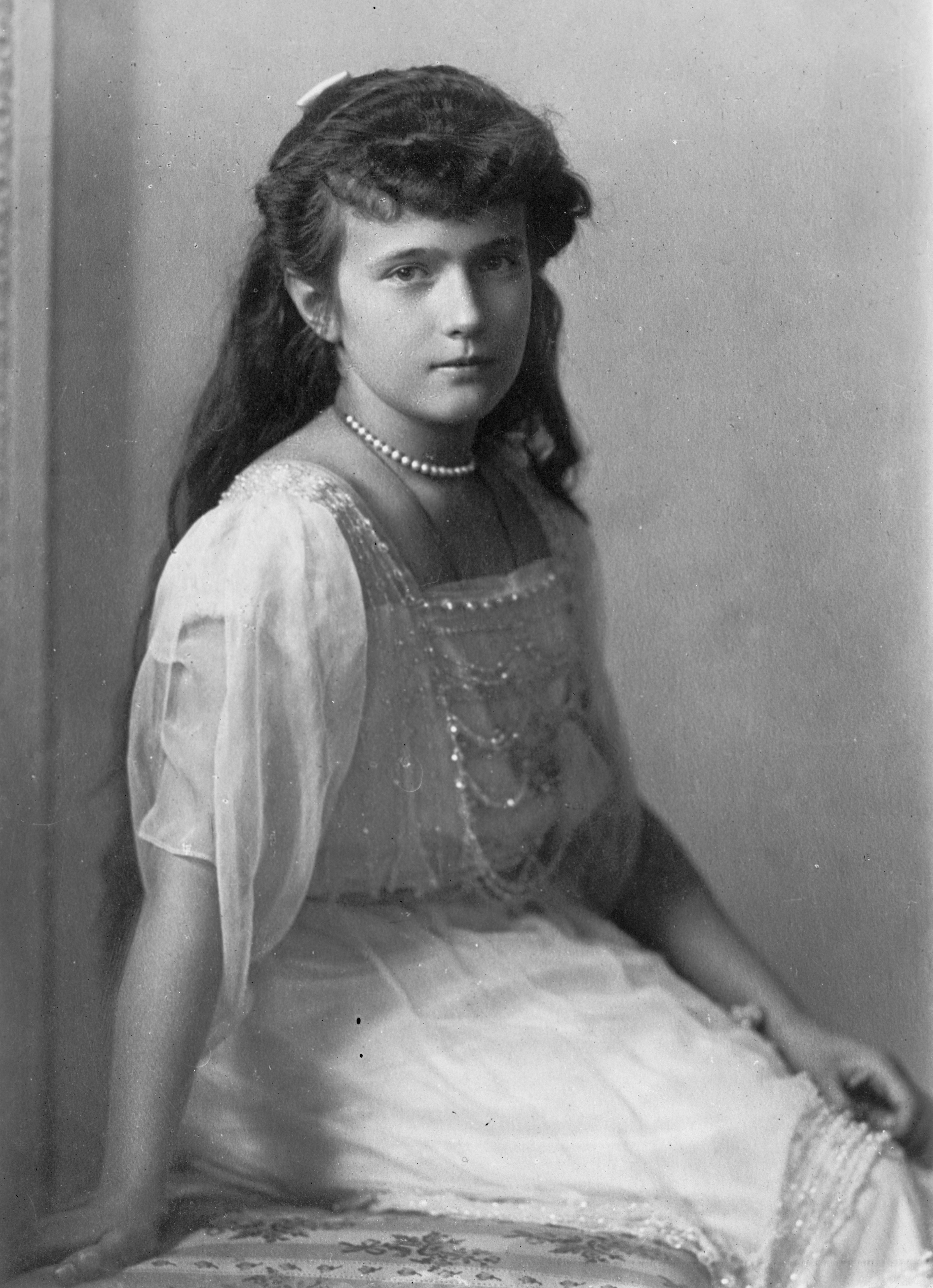
Großfürstin Anastasia Nikolajewna von Russland

1905 und 1906 hatte Nikolaus II., Herrscher des Russischen Kaiserreichs, Vermögenswerte für seine Kinder nach Deutschland bringen lassen, insbesondere ließ er Wertpapierkonten bei dem Bankhaus Mendelssohn in Berlin einrichten. In Folge der Februarrevolution 1917 dankte der Zar am 15. März 1917 ab. Die Zarenfamilie wurde im Zusammenhang mit der Oktoberrevolution verhaftet und im Frühjahr 1918 nach Jekaterinburg verbracht und dort im Haus eines Kaufmannes untergebracht. In der Nacht zum 17. Juli 1918 wurden die Mitglieder der Familie und deren Dienstboten geweckt und in das Untergeschoss des Gebäudes geschickt, wo sie ermordet wurden. Streitpunkt war, ob die jüngste Zarentochter Anastasia Nikolajewna überlebt habe und ob die Klägerin im Ausgangsverfahren mit ihr identisch sei.

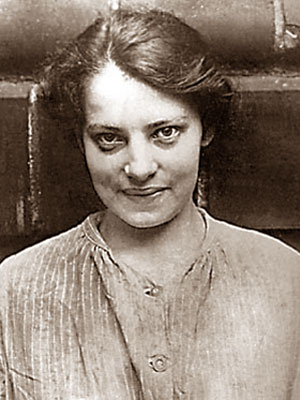
„Anna Anderson“, 1920

Am 17. Februar 1920 wurde die spätere Klägerin aus dem Berliner Landwehrkanal gerettet, anscheinend nach einem Suizidversuch. Von deutschen Behörden erhielt sie den Namen Anna Anderson. Sie kam mit russischen Emigrantenkreisen in Kontakt und behauptete schließlich, die Großfürstin Anastasia zu sein, die überlebt habe. Die Frage nach der Identität der Klägerin mit Anastasia war in der Öffentlichkeit durchaus umstritten, es bildeten sich Lager von Anhängern und Gegnern der angeblichen Anastasia. Aufgrund von Erinnerungen, die nur die Großfürstin haben könne, wurde einerseits vertreten, dass sie sicher die Zarentochter sei. Einige Personen waren auch bereit zu bezeugen, dass sie die Klägerin wiedererkannten. Andere hielten Unstimmigkeiten in der Darstellung der angeblichen Großfürstin entgegen und gingen davon aus, dass die Berliner Polizei bereits 1925 nachgewiesen habe, dass es sich nicht um die Zarentochter handele. Untersuchungen der sterblichen Überreste der Zarenfamilie, die erst nach der Auflösung der Sowjetunion möglich waren, ergaben letztlich, dass mit hoher Wahrscheinlichkeit alle Mitglieder der Zarenfamilie getötet wurden. Zum Zeitpunkt der Entscheidung waren diese Untersuchungen jedoch noch nicht möglich, da zum einen die Überreste für westdeutsche Behörden nicht zugänglich waren und zum anderen die verwendete Methode des sogenannten genetischen Fingerabdruckes erst ab 1984 entwickelt wurde.
In den Jahren 1932 und 1933 wurden Erbscheine an Verwandte der Zarenfamilie in Deutschland ausgestellt, unter anderem am 8. September 1933 ein Erbschein durch das Amtsgericht Mitte, in dem die Prinzessin Irene von Hessen und bei Rhein als Miterbin zu einem Sechstel bezeichnet wurde. Die Beklagte des Gerichtsverfahrens ab 1958 war die Enkelin und Alleinerbin der 1953 verstorbenen Prinzessin, Barbara Herzogin zu Mecklenburg (1920–1994), Tochter von Sigismund von Preußen und seit 1954 verheiratet mit Christian Ludwig Herzog zu Mecklenburg.

## Verfahrensgang
Dem zum Bundesgerichtshof führenden Rechtsstreit waren zahlreiche andere Verfahren vorangegangen. Ab 1929 ließ sich Anna Anderson von dem amerikanischen Anwalt Edward Huntington Fallows (1865–1940) vertreten. Dieser betraute 1938 die Rechtsanwälte Paul Leverkuehn und Kurt Vermehren damit, ihre Ansprüche auf Vermögenswerte der Zarenfamilie in Deutschland vor deutschen Gerichten zu vertreten. Ein im Vereinigten Königreich eröffneter Prozess wurde wegen des Ausbruchs des Zweiten Weltkrieges abgebrochen; deutsche Gerichte mussten sich ab 1938 mit dem Fall befassen.

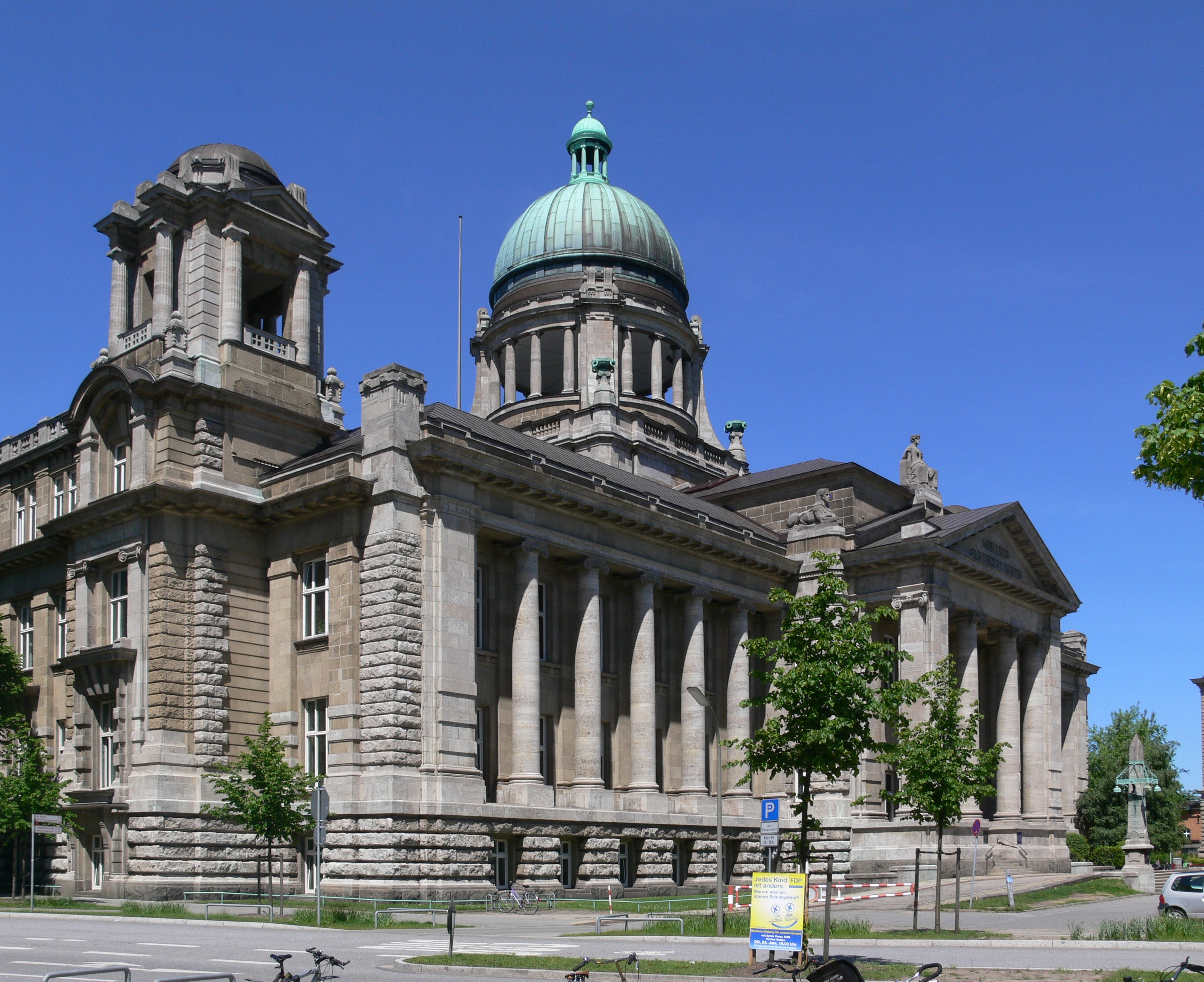
Das Hanseatische Oberlandesgericht Hamburg

Der konkrete Rechtsstreit nahm seinen Ausgang vor dem Landgericht Hamburg, das nach Beweisaufnahme 1961 entschied, dass nach seiner Überzeugung die Klägerin nicht Anastasia sei. Gegen das Urteil des Landgerichtes wurde Berufung vor dem Hanseatischen Oberlandesgericht Hamburg eingelegt. Dort kam es erneut zu umfangreichen Beweisaufnahmen. Unter anderem war der Historiker Egmont Zechlin als Sachverständiger vernommen worden, ob eine von der Klägerin behauptete Begebenheit historisch möglich wäre. 1967 entschied auch das Oberlandesgericht gegen die Klägerin. Es ging davon aus, dass die Beweislast, die Identität als Anastasia nachzuweisen, bei der Klägerin liege. Dieser Beweis sei nach Überzeugung des Oberlandesgerichts nicht erbracht worden. Zur Urteilsbegründung wurde wegen des umfangreichen Beweismaterials am Oberlandesgericht Hamburg ein Hilfssenat eingerichtet, der sich nur mit der Urteilsbegründung in diesem Verfahren zu befassen hatte.
Gerhard Mauz hatte 1967 nach dem Verfahren vor dem Oberlandesgericht Hamburg bereits kommentiert: 

„Ausgerechnet im heimlichen Königreich des Rechts, im Zivilprozeß, wird die Ohnmacht aller Mühe um Wahrheit vorgeführt. Auch das Oberlandesgericht Hamburg konnte nicht mehr erkennen als dies: daß Anna Anderson nicht ausreichend bewiesen hat, Anastasia zu sein.“

Das Urteil des Oberlandesgerichtes wurde nicht nur als Niederlage der Klägerseite gesehen. Da die Beklagtenseite bezweckte nachzuweisen, dass Anna Anderson als Klägerin nicht Anastasia, sondern die seit 1920 vermisste Franziska Schanzkowski sei, genügte die Feststellung der Nichtbeweisbarkeit, dass die Klägerin Anastasia sei, nicht, dass die Identität als Schanzkowski nachgewiesen wäre.

## Entscheidung des BGH
Gegen die Entscheidung des Oberlandesgerichtes legte die Klägerin im Ergebnis erfolglos Revision ein. Begründet wurde die Revision damit, dass es sich um einen Streit um die Frage des Namensrechtes der Klägerin handele. Dieses sei Teil des allgemeinen Persönlichkeitsrechtes und werde von der Menschenwürdegarantie des Grundgesetzes erfasst. Wegen der Betroffenheit der Grundrechte der Klägerin müssten die Beweisregeln erleichtert werden und es müsse ein Glaubhaftmachen ausreichen. Der Bundesgerichtshof verwies dagegen darauf, dass es der Klägerin alternativ möglich gewesen sei, ihre Identität im Wege eines Personenstandsverfahrens von Amts wegen ermitteln zu lassen. Darum sei die geforderte Beweismaßerleichterung auf bloße Glaubhaftmachung abzulehnen.

## Kulturgeschichtliche Bedeutung des Falls Anastasia
Marcelle Mauretti verfasste ein Theaterstück, welches 1955 eine der erfolgreichsten Aufführungen der Saison in New York war. 1956 wurde das Leben der Anna Anderson mit Ingrid Bergman in der Hauptrolle unter dem Titel Anastasia auf der Grundlage des Bühnenstückes verfilmt. Die Namensrechte zur Betitelung des Filmes mit „Anastasia“ wurde von der Klägerin im späteren Rechtsstreit durch das Studio erworben. Ebenfalls 1956 erschien der deutsche Film Anastasia, die letzte Zarentochter mit Lilli Palmer in der Rolle der Anna Anderson/Anastasia. 1986 erschien die amerikanisch-italienische Koproduktion Anastasia: The Mysterie of Anna unter der Regie von Marvin J. Chomsky, der sich an den damals bekannten Fakten orientierte. 1997 brachte 20th Century Fox den Animationsfilm Anastasia heraus, der für zwei Oscars nominiert wurde. Die Animation der Charaktere orientierte sich an der Verfilmung mit Ingrid Bergman von 1956, ansonsten aber folgte diese Verfilmung der Ästhetik von Filmen der Walt Disney Studios. Insgesamt geht er mit historischen Tatsachen eher sorglos um.